# Mouloudia Club d'Alger
«  Mouloudia » redirige ici. Pour les autres significations, voir Mouloudia (homonymie).
Pour les articles homonymes, voir Mouloudia Club.
 (janvier 2021).
Si vous disposez d'ouvrages ou d'articles de référence ou si vous connaissez des sites web de qualité traitant du thème abordé ici, merci de compléter l'article en donnant les références utiles à sa vérifiabilité et en les liant à la section « Notes et références ».
Le Mouloudia Club d'Alger est un club omnisports algérien fondé le 7 août 1921

## Historique

### 2008: le transferts vers le Groupement sportif des pétroliers
Le 2 juin 2008, treize des quatorze sections du club sont rachetés par Sonatrach pour former le Groupement sportif des pétroliers. Seul le football continue alors à évoluer en tant que MCA.

### 2020: le retour du MCA
Le 5 août 2020, la fusion entre le GSP et le MCA a été approuvée à l’unanimité lors d'une assemblée générale extraordinaire et les treize sections retrouvent ainsi le giron du Mouloudia Club d'Alger.

## Sections

### Sections actuelles
- Mouloudia Club d'Alger (basket-ball)
- Mouloudia Club d'Alger (cyclisme)
- Mouloudia Club d'Alger (football)
- Mouloudia Club d'Alger (handball)
- Mouloudia Club d'Alger (volley-ball)

### Autres sections
- MC Alger (boxe).
- MC Alger (cross-country).
- MC Alger (judo).
- MC Alger (karaté).
- MC Alger (karaté).
- MC Alger (natation).
- MC Alger (escrime)

## Identité visuelle

### Blason

Historique des logos du Mouloudia
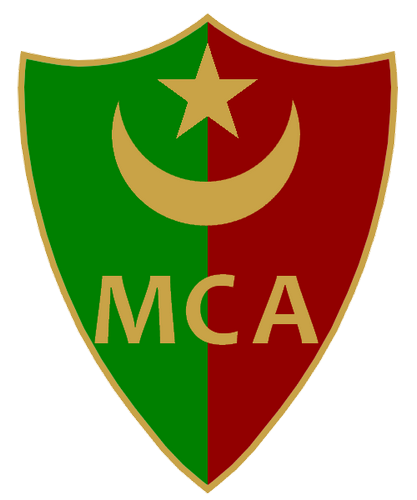
Années 1921 et 1930
Années 1950 et 1960
Années 1970
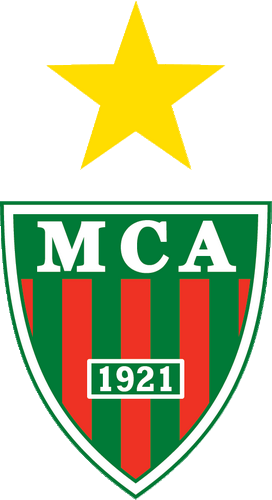
Logo avec l'étoile de Champion d'Afrique (adopté de 1976 jusqu'à la fin des années 1990)
Années 2000
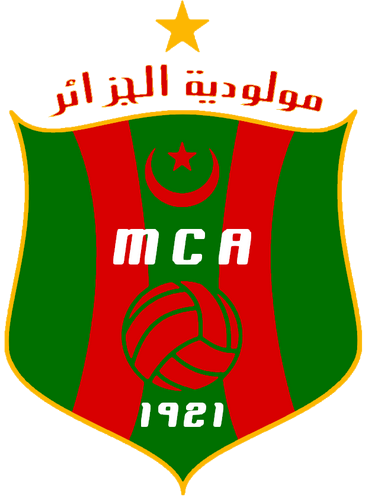
Années 2000
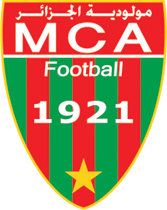
Années 2000
Années 2000
Années 2010 à 2018
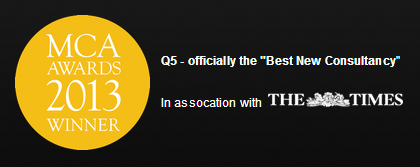
2018-2024
Logo actuel (Depuis 2024)

### Couleurs et maillots
| \| 1921-1940 \| 1940-1956 \| 1962-1965 \| 1965-1966 \| 1966-1967 \| 1967-1968 \| 1968-1970 \| 1970-1971 \| 1971-1972 \| 1972-1974 \| \| 1974-1975 \| 1975-1976 \| 1976-1977 \| 1980-1983 \| 1998-1999 \| 1999-2000 \| 2000-2003 \| 2003-2005 \| 2005-2006 \| 2006-2007 \| \| 2007-2008 \| 2008-2009 \| 2009-2011 \| 2011-2014 \| 2014-2015 \| 2015-2016 \| 2016-2017 \| 2017-2018 \| 2018-2019 \| 2019-2020 \| |           |           |           |           |           |           |           |           |           |
| 1921-1940 | 1940-1956 | 1962-1965 | 1965-1966 | 1966-1967 | 1967-1968 | 1968-1970 | 1970-1971 | 1971-1972 | 1972-1974 |
| 1974-1975 | 1975-1976 | 1976-1977 | 1980-1983 | 1998-1999 | 1999-2000 | 2000-2003 | 2003-2005 | 2005-2006 | 2006-2007 |
| 2007-2008 | 2008-2009 | 2009-2011 | 2011-2014 | 2014-2015 | 2015-2016 | 2016-2017 | 2017-2018 | 2018-2019 | 2019-2020 |